# Pushwagner
|  | Denne artikel er oprettet af botten PalnaBot ud fra en ekstern database. Den kan derfor have sproglige fejl eller mangler. Denne skabelon kan fjernes efter kontrol af indholdet. |

Pushwagner er en film instrueret af Even Benestad.

## Handling
»Pushwagner« er et intenst og kreativt portræt af en af Norges mest berømte og berygtede kunstnere. Pushwagners rejse mod berømmelse og anerkendelse har ikke været let. Han har tilbragt flere år som hjemløs, og har kæmpet med narkotika og alkoholmisbrug. I dag er den 71-årige kunstner blandt de mest berømte og fremtrædende både i hjemlandet Norge og på den internationale kunstscene. Filmen handler bl.a. om identitet og kontrol ' temaer som går igen i både Pushwagners personlighed og hans kunst. Hvem gemmer sig bag den Joker-lignende karakter, som er altid ulasteligt klædt? Vil filmholdet kunne trænge ind bag faceaden En varm duel opstår mellem instruktørerne og deres subjekt ' Hvem har kontrol over den kreative proces? »Pushwagner« er ikke en almindelig kunstfilm, hvor specialister og kunsthistorikere udtaler sig, men et humoristisk studie af et menneske, hvis kunst bliver brugt som et kreativt redskab i forsøget på at nå ind til manden bag myten.